# Móra Magda
Móra Magda (Zalaegerszeg, 1922. november 29. – Székesfehérvár, 2011. január 28.) költő, tanár, levéltáros. A Móra-dinasztia tagja, Móra István unokája.

## Élete
Apja Móra János magyar–latin szakos gimnáziumi tanár (Móra Ferenc unokaöccse), anyja Berkes Ilona. Szülővárosában érettségizett 1941-ben, majd Szegedre nyert felvételt az Állami Polgári Iskolai Tanárképző Főiskola magyar nyelv, irodalom és történelem szakára. A háború miatt egy évvel később, 1946-ban szerzett tanári oklevelet. Állást azonban nem kapott, így 1947-ben Zala Vármegye Szabadművelődési Felügyelői Hivatalánál lett fogalmazó. 1947 decemberében kinevezték az Ady Endre utcai polgári leányiskola tanárává. 1950 tavaszán – betegségére való hivatkozással, de az ÁVH beszervezési kísérlete miatt – felmondott. 
1950 nyarán házasságot kötött Klausz Jenő erdőmérnökkel. Az ő áthelyezése révén 1951-ben Székesfehérvárra költöztek. Három fiúgyermekük születése után férje hamarosan meghalt.
1953-tól székesfehérvári általános iskolákban tanított, majd 1961-től 1980-ban történő nyugdíjba vonulásáig a Fejér Megyei Levéltárban dolgozott.

## Írásai
Fiatal lány korától írt verseket, első költeményeit 1939–40-ben a Zászlónk című folyóirat közölte. Később Fejér megyei antológiákban, folyóiratokban, az Egerszegi múzsa című antológiában jelentek meg versei; a Visszaálmodott falu a Göcseji Falumúzeumban is olvasható. Önálló verseskötete Mint aki útra készül címmel 1996-ban jelent meg. 
Levéltári kutatásai során számos történelmi tanulmánya, tudományos publikációja született: fő kutatási területe Fejér megye oktatástörténete és Székesfehérvár helytörténete volt. Tudományos publikációit elsősorban a Fejér Megyei Levéltár Történeti Évkönyveiben adta közre. Ez irányú munkáját nyugdíjba vonulása után is folytatta.
2006-ban vetette papírra a Göcseji Múzeum felkérésére zalaegerszegi emlékeit, melyek a Sívó évek alján című kötetben láttak napvilágot. Írása feleleveníti a háború utáni évek optimista hangulatát, és láttatja azt a folyamatot, ahogy az évtized második felére, a kibontakozó kommunista diktatúra hatására a félelem a hétköznapok részévé válik.

## Munkái

### Tanulmányok
- A szociális helyzet Fejér megyében 1917–1919 között (A Polgári Demokratikus Forradalom Fejér megyében 1918–1919. Székesfehérvár, 1968)
- Földkövetelő mozgalmak Fejér megyében 1918. november – 1919. március között (Farkas Gáborral és István Saroltával, Uo.)
- A népoktatás Fejér megyében 1945 tavaszán (Fejér megyei történeti évkönyv 4. Székesfehérvár 1970)
- Fejér megye népessége II. József korában (Fejér megyei történeti évkönyv 5. Székesfehérvár, 1971)
- Források Fejér megye törökkori történetéhez (Fejér megyei történeti évkönyv 6. Székesfehérvár, 1972)
- A ratio educationis megvalósítására irányuló törekvések Fejér megye népiskoláiban (Farkas Gábor: Fejér Megyei Történeti Évkönyv 6. (Uo.)
- Kurucok Székesfehérváron (Uo.	11.,1977)
- Tűzvédelem Fejér megyében 1000–1978. (Csiszár Istvánnal és Erdős Ferenccel. Emlékkönyv a Tűzoltó Egyesület 100 éves évfordulójára. Székesfehérvár, 1979.)
- A középkori egyházi intézmények pusztulása Székesfehérváron a hódoltság idején 1543 – 1688 (Uo. 19., 1989)
- Fejér	vármegye nemesi közgyűlésének regesztái 1692–1711. (Arany Magyar Zsuzsannával és Erdős Ferenccel. Uo. 25., 1997.)[4]

### Versek antológiákban
- Pirkadás. Fejér megyei költők antológiája (Székesfehérvár, 1963.)
- A tavasz ígéretei. Fejér megyei költők antológiája (Uo., 1970.)
- A csönd órái. Fejér megyei írók antológiája (Uo., 1972.)
- Az ember énekei. A fejér megyében élő írók, költők antológiája (Uo., 1975.)
- Egerszegi múzsa. Antológia (Zalaegerszeg, 1997.)
- Helyszínelés. Antológia 30 Fejér megyében élő író, költő műveiből (Szfvár, 1999.)[5]

### Önálló verseskötetben
- Mint aki útra készül. Versek. (Vörösmarty Társaság, Székesfehérvár, 1996., Dienes Ottó szerk.)[6]

### Egyebek
- Alba Regia. Oratóriumszöveg Borlói Rudolf zenéjével (Az ezeréves Fehérvár köszöntése c. versből. Bemutató: 1973.)[7]
- Zalaegerszegi emlékeim. Visszaemlékezés. (Sívó évek alján. Történetek az ötvenes évekből. Szerk. Béres Katalin. Zala Megyei Múzeumok Igazgatósága, Zalaegerszeg, 2006.)
- Interjú Velten Armanddal[8]

## Díjai, elismerései
- Székesfehérvárért díj (2002)[9]